# ليز كانتور
ليز كانتور (بالإنجليزية: Liz Cantor)‏ هي مذيعة أسترالية، ولدت في 11 أكتوبر 1982.

## وصلات خارجية
- ليز كانتور على موقع IMDb (الإنجليزية)
- ليز كانتور على موقع قاعدة بيانات الفيلم (الإنجليزية)